# Kościół Mar Thoma
Kościół Mar Thoma jest orientalnym Kościołem indyjskim, który swego czasu zreformował się na wzór Kościoła anglikańskiego, co było wynikiem wpływu misjonarzy anglikańskich na indyjskich chrześcijan św. Tomasza w XVIII wieku. Jest niezależnym, autokefalicznym Kościołem w pełnej komunii ze Wspólnotą Anglikańską i Kościołami starokatolickimi zrzeszonymi w Unii Utrechckiej.

## Historia
Historia tego Kościoła zaczęła się w tym samym czasie, co historia Ortodoksyjnego Kościoła Malankaru. Do przybycia Portugalczyków do Indii w XV wieku, chrześcijanie św. Tomasza stanowili jeden Kościół, który był monolitem – nie powstawały w jego łonie schizmy i herezje. Dopiero wysiłki ze strony misjonarzy europejskich pragnących za wszelką cenę Kościół indyjski zlatynizować, doprowadziły do pierwszych pęknięć, a potem niesnasek, kłótni, podziałów.
Po wypowiedzeniu posłuszeństwa papieżowi w roku 1653, wbrew oczekiwaniom większości świeckich i duchowieństwa, jedność między chrześcijanami św. Tomasza nie została zachowana. Mniejszość zdecydowała się mimo wszystko pozostać wierna Rzymowi, nawet i za cenę utraty własnej tożsamości, większość – nie godząc się na dalszą zależność od Rzymu, a nie mając innego wyjścia – poddała się zwierzchności jakobickiego patriarchy Antiochii. Inaczej pozostaliby bez biskupów, bowiem rodzimi, indyjscy, powymierali, a ci konsekrowani przez katolików byli Europejczykami.
Wiek XVIII przyniósł kolejne podziały. Otóż jedna z grup indyjskich chrześcijan, zwana Puthencoor pod wpływem misjonarzy anglikańskich, weszła w ścisły kontakt z ich Kościołem. Miało to miejsce za pontyfikatu Mar Thoma VI, znanego także jako Dionysius I (1765–1808). Angielscy misjonarze, i finansowo, i politycznie wspierani przez swój rząd, czynnie włączyli się w życie chrześcijan indyjskich, pomagając m.in. Ittoopowi Rambanowi założyć seminarium duchowne w Kottayam w roku 1813. Takie działania przekonywały Hindusów do anglikanów.
W roku 1816 pierwsza stała misja anglikańska rozpoczęła swoją pracę w Kerali. Część chrześcijan indyjskich, która dostała się pod wpływy anglikanów zaczęła propagować reformę Kościoła w duchu protestanckim. Liderami tej grupy stało się dwóch profesorów indyjskiego Seminarium Duchownego w Kottajama, księża Palakunnat Abraham Malpan i Kaitajil Giwargez Malpan. Związki między jakobitami a anglikanami stawały się coraz ściślejsze. Wszakże na synodzie Kościoła jakobickiego, który się odbył w roku 1836, podjęto uchwałę o zerwaniu wszelkiej łączności z Kościołem anglikańskim. Tyle, że Abraham Malapan i jego zwolennicy nie chcieli poddać się uchwałom synodalnym i nie zamierzali zaprzestać rozpoczętych reform. Za brak subordynacji, zostali oni w roku 1837 ekskomunikowaniu przez Dionizosa IV.
Być może grupa reformistów uległaby z czasem samolikwidacji, albo stała się nic nie znaczącą frakcją w łonie oficjalnego Kościoła, gdyby w roku 1842 patriarcha jakobicki nie wykonsekrował na biskupa bratanka buntowniczego Abrahama Malapana, który przyjął imię Mateusza Mar Atanazego i natychmiast stał się liderem reformistów. W indyjskim Kościele jakobickim wzrósł nieład, zamieszanie, przepychanki i wzajemne niechęci. Taki stan rzeczy trwał długo, bo aż do roku 1875, kiedy to patriarcha Mar Ignacy Piotr IV ostatecznie ekskomunikował reformatorów.
Ci ostatni znaleźli się w sytuacji nie do pozazdroszczenia, bo w chwili wykluczenia ich z Kościoła, poza garstką zwolenników, utracili wszystko – świątynie, majątek i wpływy. Stan zawieszenia trwał aż do roku 1889, kiedy to, przy pomocy misjonarzy anglikańskich, i za angielskie pieniądze, utworzyli niezależny Kościół Mar Thoma. W tamtym okresie rozwijał się on dość szybko, tak że w roku 1896 liczył już pół miliona wiernych.
Ważnym wydarzeniem było utworzenie w roku 1926 własnego seminarium duchownego w Kottojam, zaś w roku 1953 dokonano nowego podziału administracyjnego Kościoła na diecezje. Ale Kościół Mar Thomanie nie zachował jedności, i w wyniku buntu przeciwko rządom metropolity Juhanona, oskarżanego przez grupę księży o przeszkadzanie w działalności ewangelizacyjnej i przesadny instytucjonalizm, odłączyli się od Kościoła Mar Thoma i utworzyli własny – Ewangelicki Kościół Świętego Tomasza.

## Struktura
Kościół Mar Toma, przyjął dogmatykę Kościoła anglikańskiego, zachował jednak zarówno liturgię, jak i rytuały, tradycje i święta Kościoła wschodniego. Zachował też nienaruszoną sukcesję apostolską. Kościół Mar Toma, który powstał w Kerali w Indiach, dziś jest obecny na całym świecie, wszędzie tam, gdzie wyemigrowali jego wierni, a więc – w Ameryce Północnej, Europie Zachodniej, czy Australii.
Liczy on niespełna milion członków, około 700 duchownych i ponad tysiąc parafii podzielonych na jedenaście diecezji. Kościół jest administrowany w sposób demokratyczny. Kieruje nim zgromadzenie reprezentantów nosząca nazwę Prathinidhi Mandalam, Rada Kościoła i Synod Biskupów. Ci ostatni nie są ściśle powiązani z diecezjami, jak ma to miejsce w innych Kościołach chrześcijańskich, tak tradycji wschodniej, jak i zachodniej, ale zmieniają je, przechodząc co jakiś czas z diecezji do diecezji.